# Paul Doumer
Joseph Athanase Paul Doumer (født 22. marts 1857, død 7. maj 1932) var Frankrigs præsident i 1931-32.
Doumer var generalguvernør af Fransk Indokina i 1897-1902. Han blev myrdet i 1932.